# Holt, Wiltshire
Holt är en ort och civil parish i Storbritannien.   Den ligger i grevskapet Wiltshire och riksdelen England, i den södra delen av landet, 140 km väster om huvudstaden London. Holt ligger 41 meter över havet och antalet invånare är 1 757.
Terrängen runt Holt är platt.Runt Holt är det ganska tätbefolkat, med 239 invånare per kvadratkilometer. Närmaste större samhälle är Bath, 11,6 km väster om Holt. Trakten runt Holt består till största delen av jordbruksmark.